# Гійом Флоран
Гійом Флоран  (фр. Guillaume Florent, 13 жовтня 1973) — французький яхтсмен, олімпійський медаліст. З 5 квітня 2014 року він є заступником мера Дюнкерка, відповідальним за спорт.

## Виступи на Олімпіадах
| Олімпіада    | Дисципліна | Місце |
| ------------ | ---------- | ----- |
| Атланта 1996 | Фін        | 15    |
| Афіни 2004   | Лазер      | 8     |
| Пекін 2008   | Фін        | 3     |